# Aniaragymnasiet
Aniaragymnasiet är en gymnasieskola i Göteborg med 230 elever som läser på Handelsprogrammet, med inriktningarna handel och service samt turism och resor. Skolan, som är en friskola, startade som TBV Framtidsskola hösten 2002 och drivs sedan 2004 av huvudmannen, AF Affärseffekt Framtidsskola AB, med namnet Aniaragymnasiet sedan 2007. Skolan deltar i det nationella Lärlingsförsöket sedan starten 2008. 
Aniaragymnasiet har ett antal näringslivskontakter och samarbetspartners. Dessa inkluderar Innerstaden Göteborg, Västsvenska industri- och handelskammaren, Svensk handel kunskap och Företagarna. 